# Ишимбайский историко-краеведческий музей
Ишимбайский историко-краеведческий музей — муниципальное учреждение, ставящее историко-просветительские цели по изучению истории города Ишимбая и Ишимбайского района.
Создатель музея и его директор — Владимир Леонтьевич Игнатьев, почётный гражданин города Ишимбая, Заслуженный учитель Башкортостана, Почётный краевед Башкортостана, Отличник народного просвещения РСФСР.

## История музея
Идея создания музея в г. Ишимбае возникла в послевоенные годы. В 1988 г. в Ишимбайском филиале Университета марксизма-ленинизма был заслушан доклад зав. кафедрой В. Л. Игнатьева о необходимости создания музея; идею поддержали преподаватели и обнародовали на страницах газ. «Восход» (заметка «Городу нужен музей» В. С. Воронцова, В. Л. Игнатьева и М. И. Загидуллина); проект создания музея опубликовали в прессе и поддержали власти города. Общественным директором назначен гл. разработчик проекта В. Л. Игнатьев. В 1989 г.постановлением исполкома Ишимбайского горсовета нар. депутатов (пред. — Ю. В. Уткин) под музей выделено помещение на 1-м этаже 3-этажного дома в историческом центре г. Ишимбая (проспект Ленина, 16). В 90-е гг. состоялись поездки в музеи гг. Волгограда, Мелеуза, Стерлитамака, Уфы, пгт Прохоровка Белгородской обл., а также по Ишимбайскому району в целях сбора информации и экспонатов. Открытие музея состоялось в 1997 году.
Вклад в становление И.и. к.м. внесли фотокорреспондент газ. «Восход» Ю. С. Абакшин, зам. главы Администрации г. Ишимбая Г. А. Альмухаметова, директор Ишимбайского филиала Университета марксизма-ленинизма В. С. Воронцов, глава Администрации г. Ишимбая В. В. Елёпин, преподаватель Ишимбайского нефтяного колледжа М. И. Загидуллин (передал в музей ок. 1000 экспонатов), директор Детской школы искусств И. Г. Закиров, начальник отдела культуры Администрации г. Ишимбая Н. Н. Муратова, художник М. М. Усманов (разработчик 1-го варианта проекта художественного оформления помещения музея), учитель Респ. кадетской школы-интерната Р. Р. Хайретдинова и др.
18 мая 2009 года музей принял участие в международной акции «Ночь музеев» и с того момента ежегодно присоединяется к этому мероприятию.

## Фонды и экспозиции
Основной, научно-вспомогательный и архивный фонды составляют 4552 единицы хранения, в том числе коллекции документов и редких книг (рукопись П. Г. Сабодащука «У истоков башкирской нефти» и др.), естественно-научная (образцы горных пород, бивень и зубы мамонта и др.), этнографическая (одежда, полотенца, утварь и др.); произведения изобразительного (работы И. М. Павлова, полиптих «Земля Юрматы» К. Г. Губайдуллина и Р. Р. Кадырова) и декоративно-прикладного искусства (ткацкий станок, деревянная и берестяная утварь, вышивка и др.), предметы истории техники (печатные машинки, орудийные гильзы времён Великой Отечественной войны и др.) и др. В архиве Ишимбайского историко-краеведческого музея фонды Администрации г. Ишимбая, предприятий и организаций, общественных объединений, Ишимбайского филиала Университета марксизма-ленинизма, музея, личных дел; содержат 1000 ед. хр., в том числе личные дела А. А. Блохина, Р. З. Бучацкого, М. С. Платонова, Героев Советского Союза, Героев Социалистического Труда и др.
В 6 залах представлены экспозиции: «Земля Юрматы: история и современность» (природа Ишимбайского р-на и традиционный быт башкир племени юрматы, в том числе макет баш. избы), «У истоков башкирской нефти» (буровой инструмент, макеты нефтяных вышек), залы истории г. Ишимбая, жизни города в годы Великой Отечественной войны, предприятий и работников социальной сферы, выставочный. Один из залов содержит экспозицию о 60-летней деятельности авиамодельного кружка при Дворце детского творчества, шашечного клуба Нефтяник.

## Деятельность музея
Сотрудниками музея проводятся конкурсы на знание истории Ишимбайского района и г. Ишимбая, презентации экспонатов, экспозиции, заседания клуба «Старый патефон» (чествование ветеранов войны и труда, юбиляров); разработаны туристские маршруты: «Нефтяная эпопея» (по памятным местам, связанным с открытием нефти), «Удивительные шиханы» (экскурсия к геологическим памятникам Ишимбайского района), «Ишимбай в годы войны» (посещение исторических мест, связанных с жизнью города в годы Великой Отечественной войны), «По пути Блюхера» (экскурсия по местам Ишимбайского района, связанным с историей рейда В. К. Блюхера летом 1918), «Край, где плавили медь» (с. Верхотор).
Музей является штаб-квартирой Ишимбайского отделения Общества краеведов РБ, оказывает помощь его членам в работе над книгами, а также студентам и школьникам в написании исследовательских работ по краеведению. С 2006 сотрудниками музея ведётся рубрика «Юбилейные даты в истории Ишимбая и Ишимбайского района» в районной газете «Восход». Проведено ок. 3 тыс. экскурсий, 65 экспедиций по г. Ишимбаю и Ишимбайскому району. Организуются выставки на предприятиях, в учебных заведениях, экскурсии по г. Ишимбаю и Ишимбайскому району для почётных гостей в рамках республиканских и районных мероприятий, читаются лекции по краеведению.
В музее регулярно проводятся тематические выставки. В 2009 году под названием «Как прекрасен этот мир!» экспонировались репродукции картин художников — отца Николая Константиновича и сына Святослава Николаевича Рерихов, фотоработы из их семейного архива, рассказывающие об Индии и Гималаях.